# 杰里米·克拉克森
杰里米·查尔斯·罗伯特·克拉克森（英語：Jeremy Charles Robert Clarkson；1960年4月11日—），英国電視節目主持人、广播员、记者和作家，主要关注汽车方面的題材。他因為主持了英國廣播公司（BBC）極受歡迎的电视汽車節目《Top Gear》而知名，並同時曾任該節目衍生的紙本汽車雜誌《BBC Top Gear》的編輯。除了電視節目外，他每周还为《星期日泰晤士报》和《太阳报》写专栏，目前是電視節目《The Grand Tour》的主持人。

## 生平
克拉克森最初是北英格兰的当地记者，1988年因在《Top Gear》中出场而成名。1990年代中期他在英國汽車節目上频频出现。除了汽車，克拉克森还也有參與和历史與工程相關的書籍和電視節目之製作、主持。1998年到2000年他还主持了自己的聊天節目《克拉克森》。

### Top Gear
杰里米·克拉克森第一次在《Top Gear》出镜是1988年，其后他一直担任节目的主持，直到2001年节目被BBC取消。次年，新的《Top Gear》诞生，而克拉克森成为新节目的当家主持。
2015年3月，傑瑞米·克拉克森在酒醉狀態下向監製奧辛·蒂蒙（Oisin Tymon）要求提供牛排和薯片，而監製卻送來了冷盤，傑瑞米克拉克森因此憤而出拳毆打對方，事後被BBC當局停職；由於有不少車迷和《Top Gear》的粉絲對克拉克森誇張的言行已經見慣不怪，亦在網上發起聯署，又在Twitter發起 #BringBackClarkson（帶回克拉克森），希望 BBC 能夠收回成命讓傑瑞米·克拉克森復職，並且使節目能夠繼續播出。但由於克拉克森去年亦親自引述BBC表示如果他再犯規的話會即時解僱，因此他的去留更令各界关注，甚至包括了前英国首相大卫·卡梅伦。最终在2015年3月25日，BBC 正式宣布不與克拉克森續約。

### 另起炉灶
2015年7月31日，亚马逊宣布已与克拉克森、詹姆斯·梅和理查德·哈蒙德签约，三人今后将为继续制作一档汽车类节目并交由亚马逊独家播出。合约价值2.5亿美元。
2018年，英国独立电视台宣布制作20周年纪念版《百万富翁》，克拉克森成为该节目的主持人，并且在2019年继续主持该节目。
2021年，克拉克森自演《克拉克森的农场》，大受欢迎。
2023年1月，受到克拉克森在《太阳报》专栏上发表的对哈里王子的妻子萨塞克斯公爵夫人梅根的争议言论的影响。亚马逊内部决定将取消与克拉克森的合约，他已制作完成的节目将会在2024年前播放完，且不会再续约。而原定于1月17日举办的《克拉克森的农场》第二季首映仪式也因该言论风波而临时取消。